# Omar Flores
Omar Alejandro Flores Serrano (nació el 6 de mayo de 1979 en Acapulco, Guerrero) es un exfutbolista y entrenador mexicano; se desempeñaba como Defensa central.

## Trayectoria
Debutó en la Primera División de México con los Rojinegros del Atlas  y su último equipo fue el Club Petrolero de Bolivia.       

## Clubes
| Club                | País    | Año       |
| ------------------- | ------- | --------- |
| Atlas               | México  | 2000-2002 |
| Club León           | México  | 2002      |
| Querétaro F.C.      | México  | 2003      |
| Atlas               | México  | 2003-2008 |
| Jaguares de Chiapas | México  | 2009-2013 |
| Lobos BUAP          | México  | 2013      |
| Ballenas Galeana    | México  | 2014      |
| Club Petrolero      | Bolivia | 2015      |